# Путиловичі
Путило́вичі — село в Україні, в  Коростенському районі Житомирської області. Населення становить 711 осіб.

## Географія
Селом протікає річка Кремне та пролягає автошлях М07.

## Історія
У 1906 році в селі мешкало 722 особи, налічувалось 117 дворових господарств.

## Населення

### Мова
Розподіл населення за рідною мовою за даними перепису 2001 року:
| Мова            | Кількість | Відсоток |
| --------------- | --------- | -------- |
| українська      | 879       | 99.21%   |
| російська       | 6         | 0.68%    |
| інші/не вказали | 1         | 0.11%    |
| Усього          | 886       | 100%     |

## Люди
- Железняк Леонід Леонідович (нар. 1942) — український залізничник.